# Tu-16 (航空機)
ツポレフ　Tu-16
- 用途：爆撃機
- 製造者：ツポレフ設計局
- 運用者

  -  ソビエト連邦（ソ連空軍、ソ連海軍航空隊）
  -  中国（中国人民解放軍空軍、中国人民解放軍海軍）
  -  エジプト（エジプト空軍）
  -  インドネシア（インドネシア空軍）
  -  イラク（イラク空軍）
- 初飛行：1952年4月27日
- 生産数：1509機[要出典]
- 運用開始：1954年
- 運用状況：現役

Tu-16(ツポレフ16；ロシア語:Ту-16)は、ソ連のツポレフ設計局が開発した双発の戦略爆撃機である。ソ連初のジェット爆撃機となった。DoDが割り当てたコードネームはType 39。NATOコードネームは「バジャー」(Badger：アナグマ)。

## 概要
1940年代後半から開発が開始され、1952年初飛行、1954年より実戦配備、同年メーデーで初めて飛行姿を公衆の面前に現した。翌1955年7月、赤の広場での航空記念パレードで54機の大編隊で飛行し当時の西側諸国に衝撃を与えた。
Tu-16では、エンジンを主翼と機体の取付け部近くで、主翼に埋め込む方式が採用された。また、K-10S空対艦ミサイルを運用するミサイル爆撃機型、Tu-16K-10からは、機首にレドームが装備されるようになった。
主翼後退角は、内翼部で41度、外翼部で37度。また、内翼部後部にバルジ（膨らみ）を設けており、主脚はそこに収納する。
初期生産型は通常爆弾搭載の爆撃機で空軍向けであった。最多生産数を誇ったTu-16Aは、核兵器運用型であった。加えて、電子戦機型、海軍航空隊向けの対艦ミサイルを搭載するミサイル爆撃機型、海上哨戒型も開発された。さらに空中給油機型は、翼端で空中給油を行うシステムを採用し全世界戦略の作戦展開を目指した。また、Tu-16の機体設計をもとに民間旅客機、Tu-104が開発された。これは、世界で2番目のジェット旅客機となった。
Tu-16各型はソ連空軍や海軍航空隊で運用され、第三次中東戦争やアフガニスタン侵攻やイラン・イラク戦争などに活躍し、アジアや中東アフリカの各国へ輸出され、長く使用された。
また、ツポレフ製爆撃機としては戦後最多生産数で、1963年の生産終了まで1500機以上が生産された。多くの機体が運用されていたため、冷戦時代には日本近海を飛行するTu-16に対して航空自衛隊の戦闘機がスクランブル発進する事態が日常的に発生した。海上自衛隊の艦船に異常接近する場合もあり、1980年6月27日には、新潟県佐渡北方約110kmの日本海で海上自衛隊輸送艦「ねむろ」の目前で墜落し、同艦が乗員3人の遺体を収容するという事故があった。
1987年（昭和62年）12月9日にソ連空軍Tu-16偵察機は沖縄本島付近上空に領空侵犯し嘉手納空軍基地・空自基地上空も通過した。それに対して航空自衛隊那覇基地第302飛行隊（当時）、F-4EJ戦闘機が空自史上初となる警告射撃を行った(対ソ連軍領空侵犯機警告射撃事件)。
1958年には中華人民共和国にも引き渡し、西安飛機工業公司によって轟炸六型(H-6)の名でライセンス生産が行われ、1965年5月14日にはTu-16の1機が中国初の核兵器投下実験を行った。Tu-16の補充として中東のエジプトやイラクにも輸出された。これをもとに改修された空中給油機型、轟油六型(HY-6)も含め、中国人民解放軍空・海軍では半世紀近くも現役である。
ロシア連邦軍からは、1990年代には退役した。

## 派生型

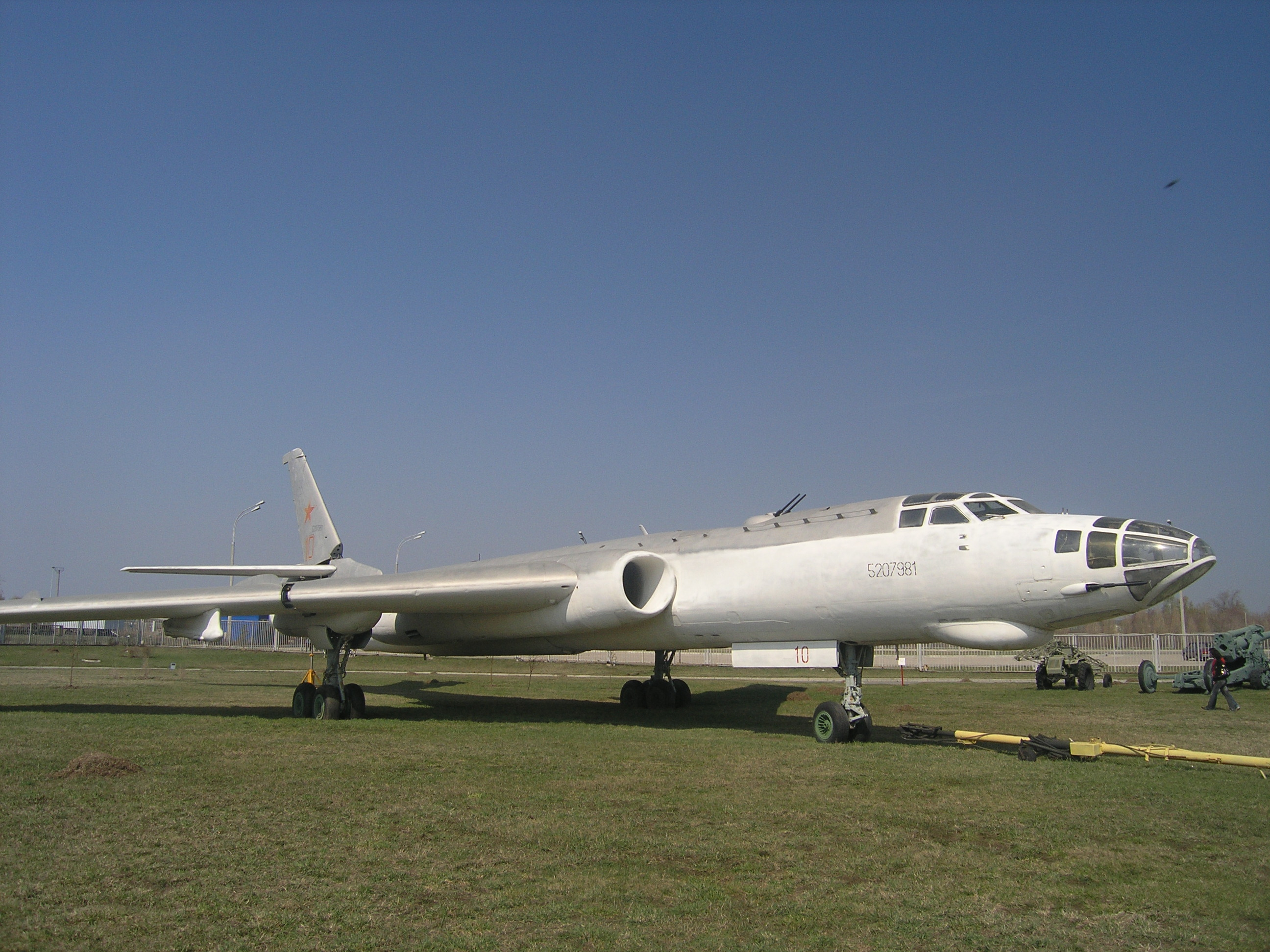
Tu-16　中距離通常爆撃機型　トリヤッチ技術博物館の展示機

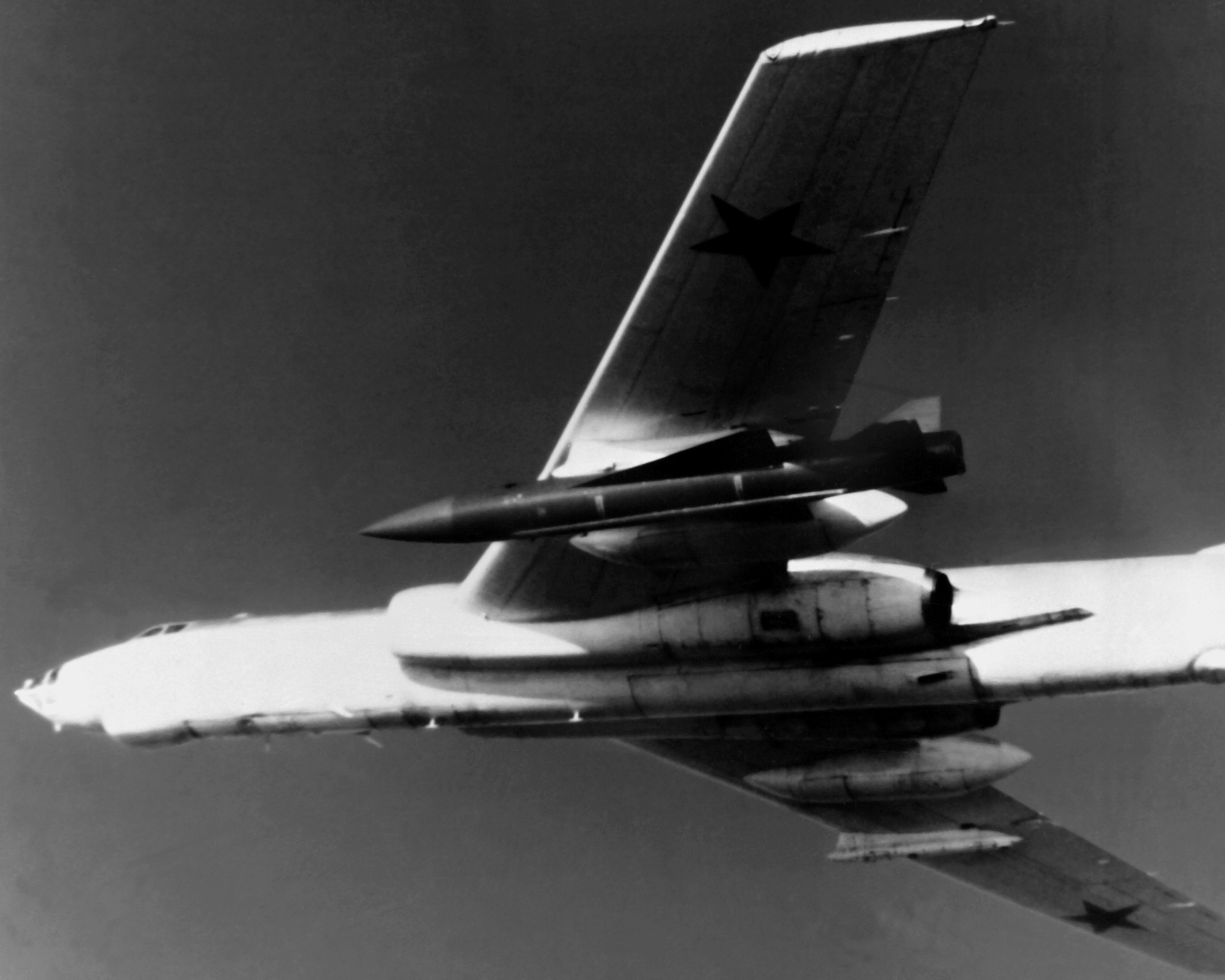
KSR-5空対艦ミサイルを搭載したTu-16K-10-26 長距離ミサイル爆撃機型

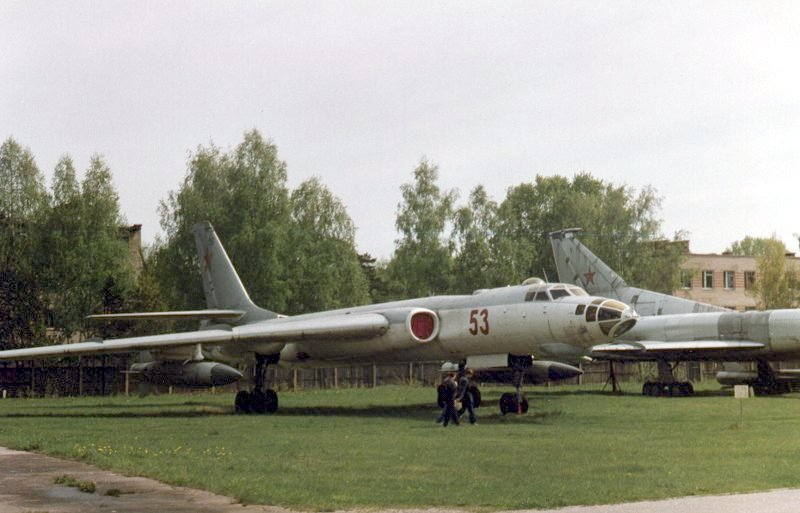
モニノ空軍博物館に展示されているTu-16K-10-26 長距離ミサイル爆撃機型　KSR-2空対艦ミサイルを搭載した状態

«サマリョート88»（航空機88）
原型機。別名「Tu-88」、「N型航空機」とも呼ばれた。1号機は1952年4月27日に初飛行した。1号機は自重が過大だったため、2号機では構造を改良して軽量化を図ったが、軍の要求時期に間に合わせるため、2号機の試験完了を待たずに量産型の生産が開始されている。
Tu-16
通常爆撃機型。中距離爆撃機として開発。自由落下爆弾を標準3トン、最大9トン搭載可能。294機生産。
Tu-16A
戦略爆撃機として開発された核爆弾運用型。Tu-16との主な違いは核爆弾の制御装置を保護するための暖房が爆弾倉に追加されたことと、爆撃時に熱や閃光から乗員を保護するようにした程度であり、塗装を除けば外形は見分けがつかない。通常爆弾の搭載も可能だった。シリーズ最多の453機が生産された。
Tu-16V
戦略爆撃機として開発された核兵器運用型で水素爆弾を運用できた。3機製作。1961年10月30日に行われた「ツァーリ・ボンバ」の投下試験では、測定・撮影用として使用された（投下自体はTu-95Vを使用）。
Tu-16B
中距離爆撃機型で、エンジンをM-16-15(RD-16-15)に換装
Tu-16K
対艦ミサイルを運用する長距離ミサイル爆撃機型。
Tu-16KS
KS-1「コメート」（NATOコード：AS-1ケンネル）対艦ミサイルを運用する長距離ミサイル爆撃機型。107機生産。インドネシアとエジプトに輸出
Tu-16KSR-2
KSR-2（NATOコード：AS-5Aケルト）対艦ミサイルを運用する長距離ミサイル爆撃機型の初期名称。KSR-2にKSR-11のような派生型が登場すると、同ミサイルの運用能力を追加した機体をTu-16KSR-2-11などと表記していたが、のちに以下のようにミサイルシステム名（ミサイルと誘導装置などを合わせたシステム全体の名称）を使った名称が標準化されたとみられている。
Tu-16K-10
K-10（使用ミサイルはK-10。NATOコード：AS-2キッパー）対艦ミサイルシステムを運用する長距離ミサイル爆撃機型。216機生産。
Tu-16K-11-16
K-11（使用ミサイルはKSR-11。NATOコード：AS-5Bケルト）対レーダーミサイルおよびK-16（使用ミサイルはKSR-2）対艦ミサイルシステムを運用する長距離ミサイル爆撃機型。
Tu-16K-26
K-26（使用ミサイルはKSR-5。NATOコード：AS-6キングフィッシュ）対艦ミサイルシステムを運用する長距離ミサイル爆撃機型。KSR-5に対レーダーミサイル型のKSR-5Pが登場すると、改造を受けてTu-26K-26Pとなった。また、Tu-16K-10からの改造機はTu-26K-10-26と呼ばれた。通常兵器が搭載できるよう改造された機体もあり、Tu-26K-10-26Bと呼ばれた。
Tu-16KRM
無人標的機の空中発射プラットフォームとして開発されたドローン母機。
Tu-16「ヨールカ」
電子戦機型。多数のチャフ散布装置とジャミング装置を装備したパッシブECM機。愛称はロシア語で「樅の木」のこと。
Tu-16E
ヨールカと同系列のパッシブECM機機で、より強力なジャミング装置を搭載した。後期にはSPS-100ジャミング装置を搭載した機体もあり、Tu-16Pとの差異は小さくなった。
Tu-16SPS
電子戦機型。手動操作式のジャミング装置と操作要員を搭載した初期の機体。
Tu-16P「ブケート」
電子戦機型。自動式のジャミング装置を搭載しており、操作は航法士が兼務できるようになった。爆弾倉下部に張り出しがある。愛称はロシア語で「花束」のこと。
Tu-16Ye
電子戦機型。電子情報収集装置や妨害装置を搭載
Tu-16Z
空中給油機型。
Tu-16N
空中給油機型。
Tu-16S
洋上捜索救難機型。
Tu-16G
郵便機型。また、Tu-104旅客機の乗員訓練用にも用いられた。
Tu-16T
雷撃機型。1960年代には雷撃そのものが現実的ではなくなり、Tu-16PLOやTu-16Sに改造された76機生産。
Tu-16PLO
対潜哨戒機型。Tu-16PLとも呼ばれた。Tu-16Tからの改造機で、機数は不明。
Tu-16R
長距離偵察機型。爆弾倉部分に偵察用カメラと要員用の与圧キャビンを装備した。ELINT機材も搭載している。
Tu-16RM
Tu-16Rの近代化改修型。下の洋上偵察型と同名だが、これは洋上偵察型がすでに退役していたためとみられる。
Tu-16RM
洋上偵察機型。Tu-16K-10からの改造機で、偵察に加えてK-10ミサイルの中間誘導が任務だったとみられる。
Tu-16「ツィクローン」
気象観測機型。
Tu-104
Tu-16を基にして開発された旅客機型。

## 中華人民共和国での派生型

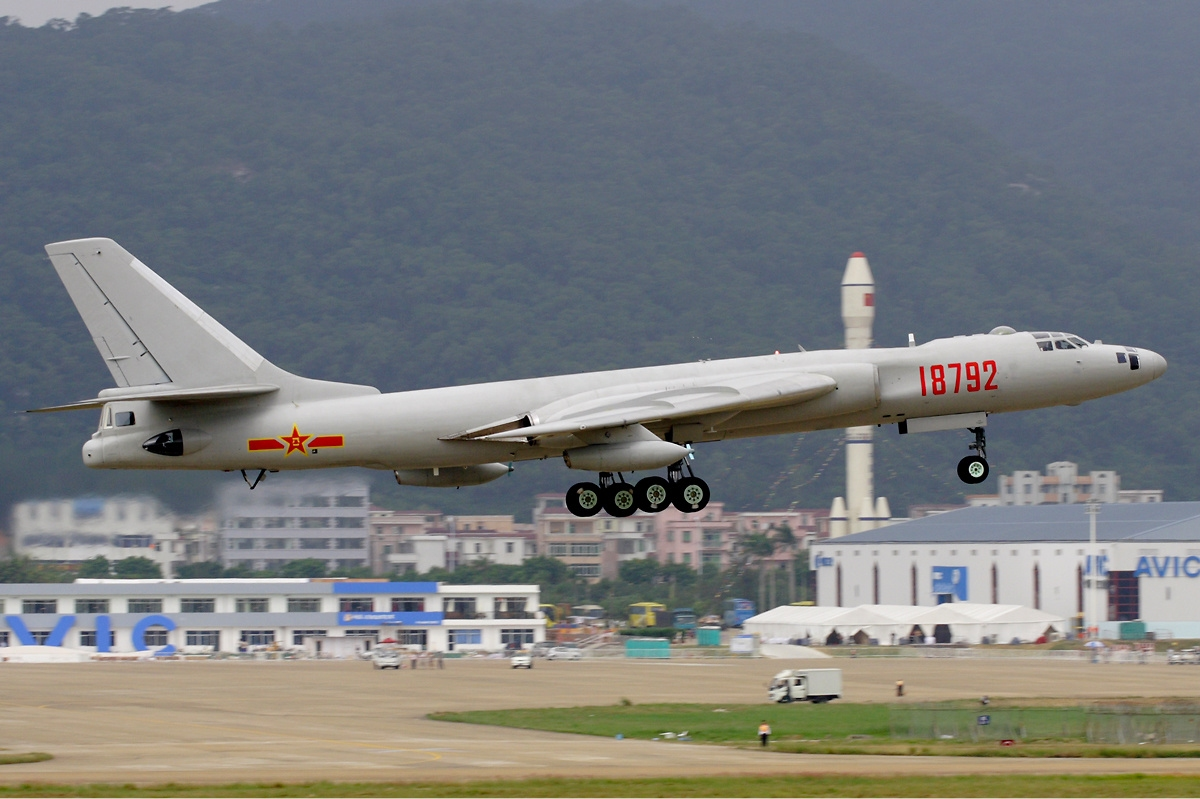
H-6

H-6A
1968年12月初飛行  量産型。中華人民共和国国内でライセンス生産したもの
H-6E
H-6Aを改修した核攻撃専用型
H-6B
偵察機型
H-6C
電子戦装備などアビオニクスを強化した改良型
H-6D
1981年8月初飛行  対艦ミサイルを運用可能にした海軍型
H-6F
H-6A/Cの近代化改修型
H-6H
1998年12月初飛行  巡航ミサイル搭載型
H-6I
エンジンをイギリスのロールス・ロイス製スペイ512-5W×4に換装した機体。エンジン調達難から試作のみに留まる
H-6U
1990年初飛行  空中給油機型
H-6M
2002年の珠海兵器ショーでその開発が明らかにされた機体。翼下に対艦ミサイル4発搭載可能。現在少数が海軍航空隊に配備されている
H-6K
2007年1月5日初飛行  現在開発中の巡航ミサイル搭載型。翼下に6発のDH-10巡航ミサイル搭載可能。エンジンは従来のWP-8からロシア製D-30KPターボファンエンジンに換装され、航続距離も延伸しているとのこと。機体構造やアビオニクスも改良されている。

## 運用国
- ソ連
  - 空軍
  - 海軍航空隊

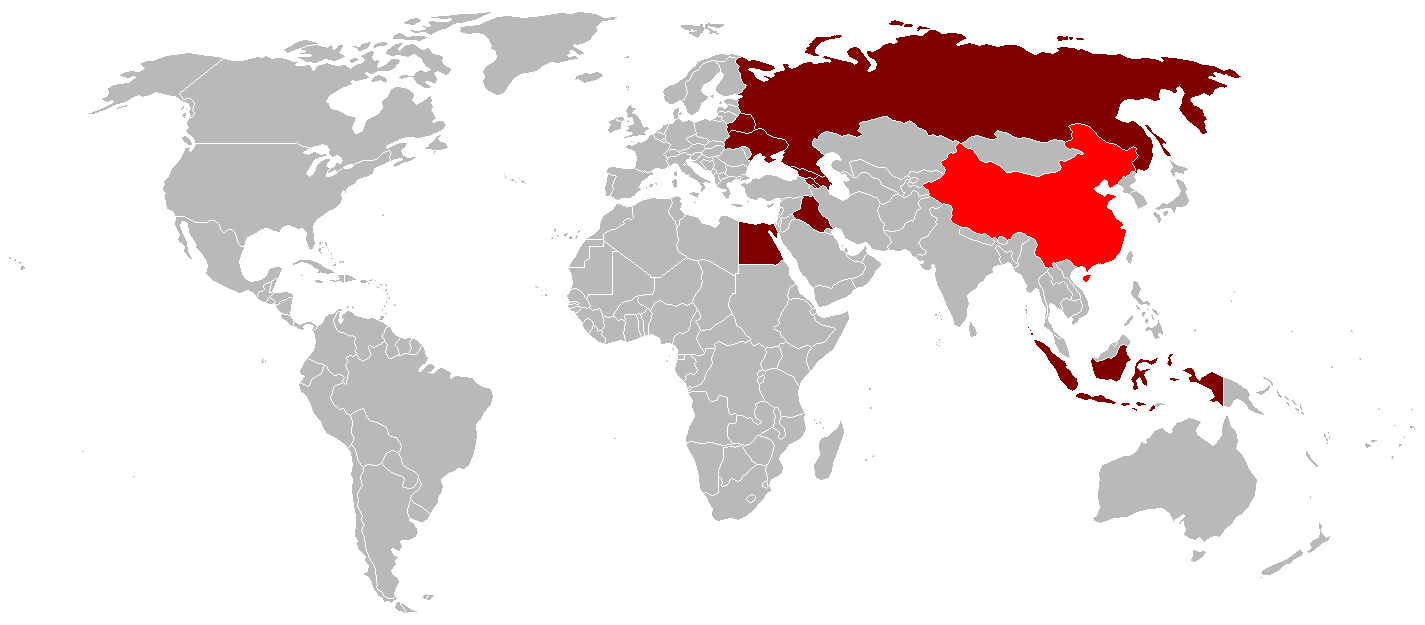
Tu-16及びH-6の運用国(赤は現役、濃い赤は退役)

- ロシア(1993年に退役済み)
  - 空軍
  - 海軍航空隊
- アゼルバイジャン空軍
- ウクライナ空軍
- ウズベキスタン空軍
- エジプト空軍
- イラク空軍
- インドネシア空軍
- 中華人民共和国
  - 空軍

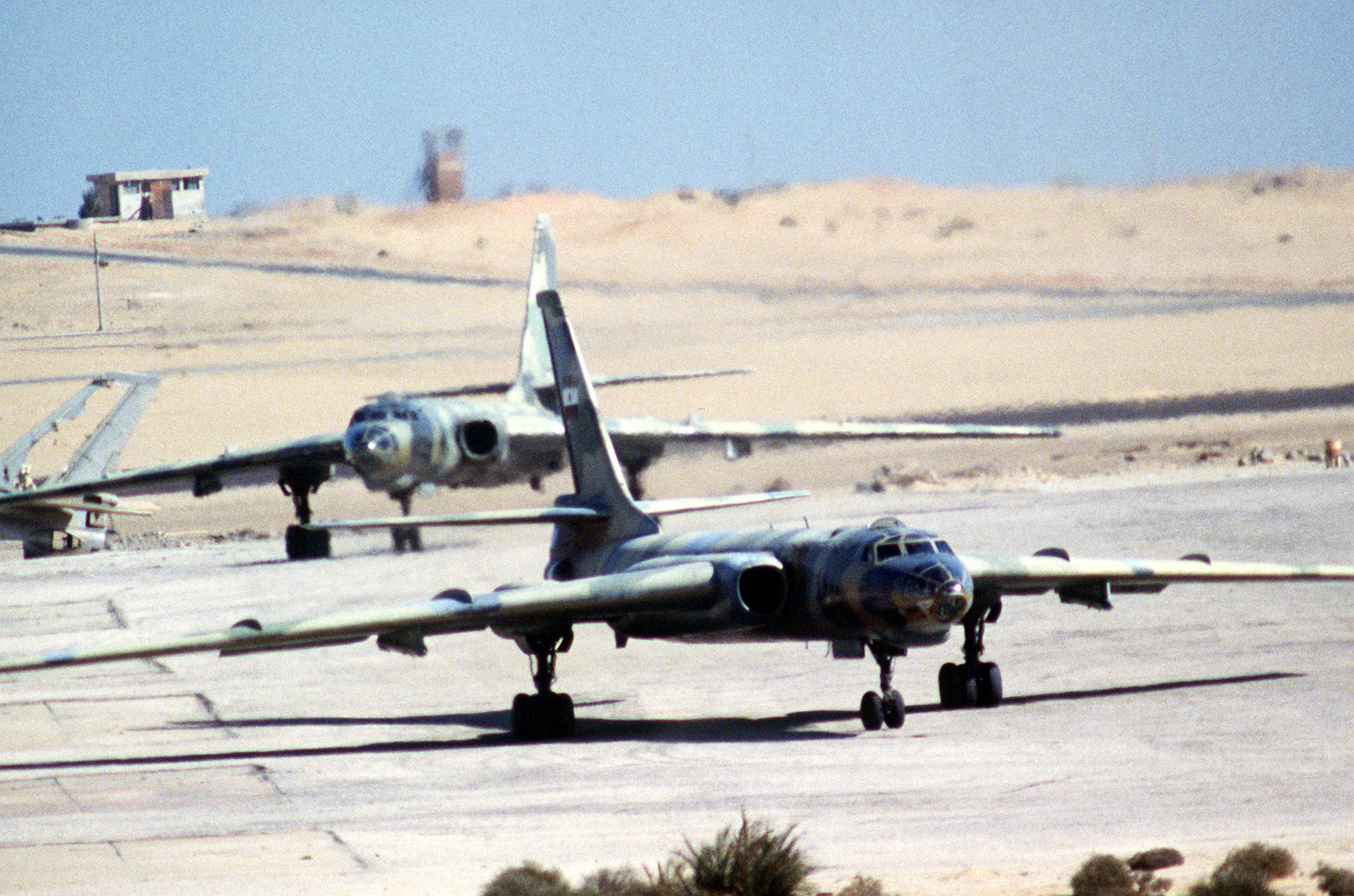
エジプト空軍のTu-16KS
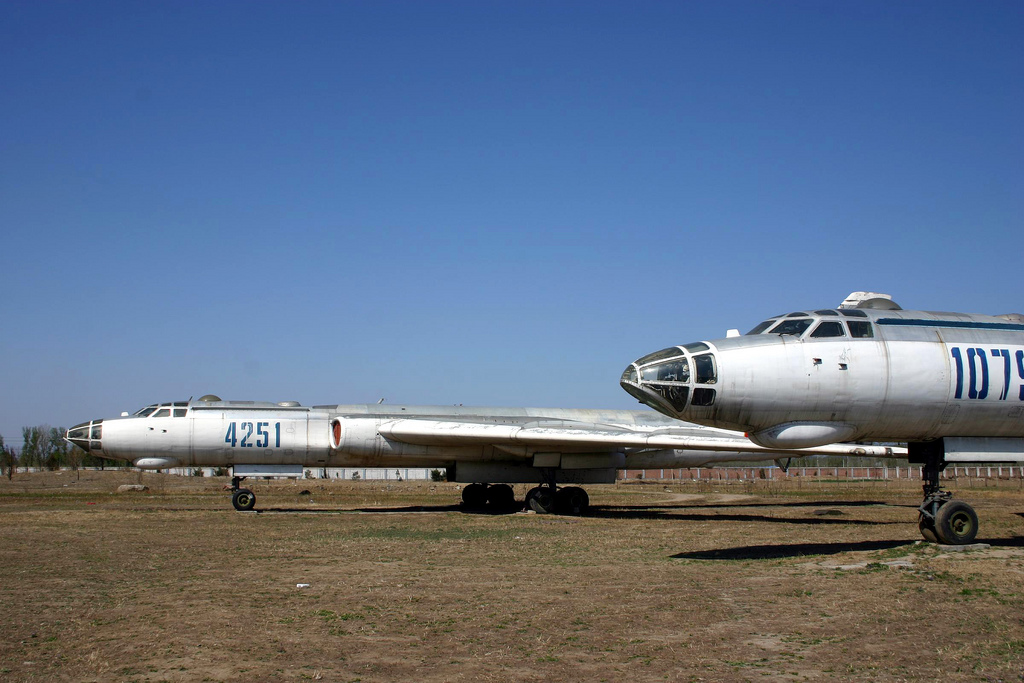
イラク空軍のTu-16　アル・アサード航空基地での撮影

## スペック
Tu-16
- 最大速度：1,050 km/h
- 航続距離：7,200 km
- 実用上昇限界：12,800 m
- 全長：34.8m
- 全幅：32.99m
- 高さ：10.36m
- 自重：75800kg

Tu-16 三面図

- エンジン：ミクーリン AM-3 M-500 ターボジェットエンジン
  - 出力8200Kg×2
- 武装：23mm機関砲×7、対艦ミサイル×2
  - 機内爆弾積載量：9000kg(50～9000kgの爆弾を搭載可能)
  - Tu-16K-26：KSR-5ミサイル×2（両翼下に1発ずつ）、K-10Sミサイル×1を胴体下（爆弾倉に半潜航）ペイロード：12,410kg
- 乗員：5〜6名

## 登場作品
『BEST GUY』
ソ連空軍所属機が登場。2機が東京急行のために飛来し、これに対してスクランブル発進した主人公たちが搭乗するF-15Jの接近を受け、主人公に写真撮影されている最中に領空侵犯を行い、主人公たちから無線による警告を受ける。
登場するのはミニチュアで、飛行シーンは実景にミニチュアを合成して撮影している。

### ゲーム
『紺碧の艦隊2 ADVANCE』
ソ連の航空機として登場。製造可能な技術力が高く設定されていて、かなり後半にならないと登場しない。